# Sacri Monti del Piemonte e della Lombardia
I Sacri Monti del Piemonte e della Lombardia sono un sito seriale inserito dall'UNESCO nella lista dei patrimoni dell'umanità nel 2003. Il sito è costituito da nove Sacri Monti realizzati tra la fine del XV e del XVIII secolo: il Sacro Monte di Varallo, il Sacro Monte di Orta, Sacro Monte di Crea, il Sacro Monte di Oropa, il Sacro Monte di Belmonte, il Sacro Monte di Ghiffa, il Sacro Monte di Domodossola, il Sacro Monte di Varese e il Sacro Monte di Ossuccio.
I Sacri Monti alpini e prealpini di Piemonte e Lombardia sono stati giudicati meritevoli di comparire nella lista del Patrimonio mondiale dell'UNESCO perché rispondenti ai seguenti criteri:
- Criterio (ii): La realizzazione di un'opera di architettura e arte sacra in un paesaggio naturale, per scopi didattici e spirituali, ha raggiunto la sua più alta espressione nei Sacri Monti dell'Italia settentrionale e ha avuto una profonda influenza sui successivi sviluppi nel resto d'Europa.
- Criterio (iv): I Sacri Monti dell'Italia settentrionale rappresentano la riuscita integrazione tra architettura e belle arti in un paesaggio di notevole bellezza. In un periodo critico della storia della Chiesa Cattolica testimoniavano un tentativo di recupero dei valori cristiani.

## Storia
I Sacri Monti sono apparsi tra la fine del XV e l'inizio del XVI secolo, con l'idea di creare in Europa luoghi di preghiera alternativi ai luoghi santi di Betlemme e della Palestina, ai quali l'accesso dei pellegrini diventava sempre più difficile a causa della rapida espansione della cultura musulmana. I frati minori, custodi del Santo Sepolcro, selezionarono 6 siti - Varallo in Valsesia, appartenente al ducato di Milano, Montaione in Toscana (sede del Sacro Monte di San Vivaldo, nel complesso del convento di San Vivaldo), e Braga nel sud del Portogallo (dove sarebbe stato edificato il santuario del Bom Jesus do Monte) - per costruirvi una "Nuova Gerusalemme", con una concezione ed una topografia simili a quella originale. Qualche anno dopo, particolarmente dopo il Concilio di Trento del 1545 - 1563, questo modello devozionale, e segnatamente quello di Varallo, disegnato attorno al 1480, fu utilizzato per altre ragioni, specialmente in quelle diocesi che cadevano sotto la giurisdizione della curia di Milano. Si trattava questa volta di combattere l'influenza della Riforma protestante favorendo la creazione di altri sacri monti come concreta espressione di devozione e come baluardi contro gli eretici. Essi erano dedicati non solo a Cristo, ma anche al culto della Madonna, dei Santi, della Trinità e del Rosario.
Questo progetto ideale, tradotto in norme specifiche per le tipologie e gli stili architettonici, fu fortemente sostenuto da Carlo Borromeo, vescovo di Milano. Avendo in mente le idee emerse dal Concilio di Trento, egli volle continuare la costruzione del Sacro Monte di Varallo prima di dare avvio ai lavori sugli altri. Questa fase andò avanti lungo tutto il XVII secolo, sino a metà del XVIII secolo. A quello di Varallo seguirono i sacri monti di Crea, Orta, Varese, Oropa, Ossuccio, Ghiffa, Domodossola e Valperga. Se essi seguirono all'inizio determinate regole di base, svilupparono in seguito loro propri aspetti artistici ed architettonici. Altri sacri monti furono progettati e costruiti durante tutto il XVIII secolo, ma molti di essi rappresentavano esempi di concezioni differenti, prive delle motivazioni religiose, della autenticità di una composizione che segue ben precise regole, e prive della presenza di quegli elementi di magnificenza architettonica ed artistica che essi avevano nella prima fase del XVI e del XVII secolo.

## Sacri Monti

### Sacro Monte di Varallo

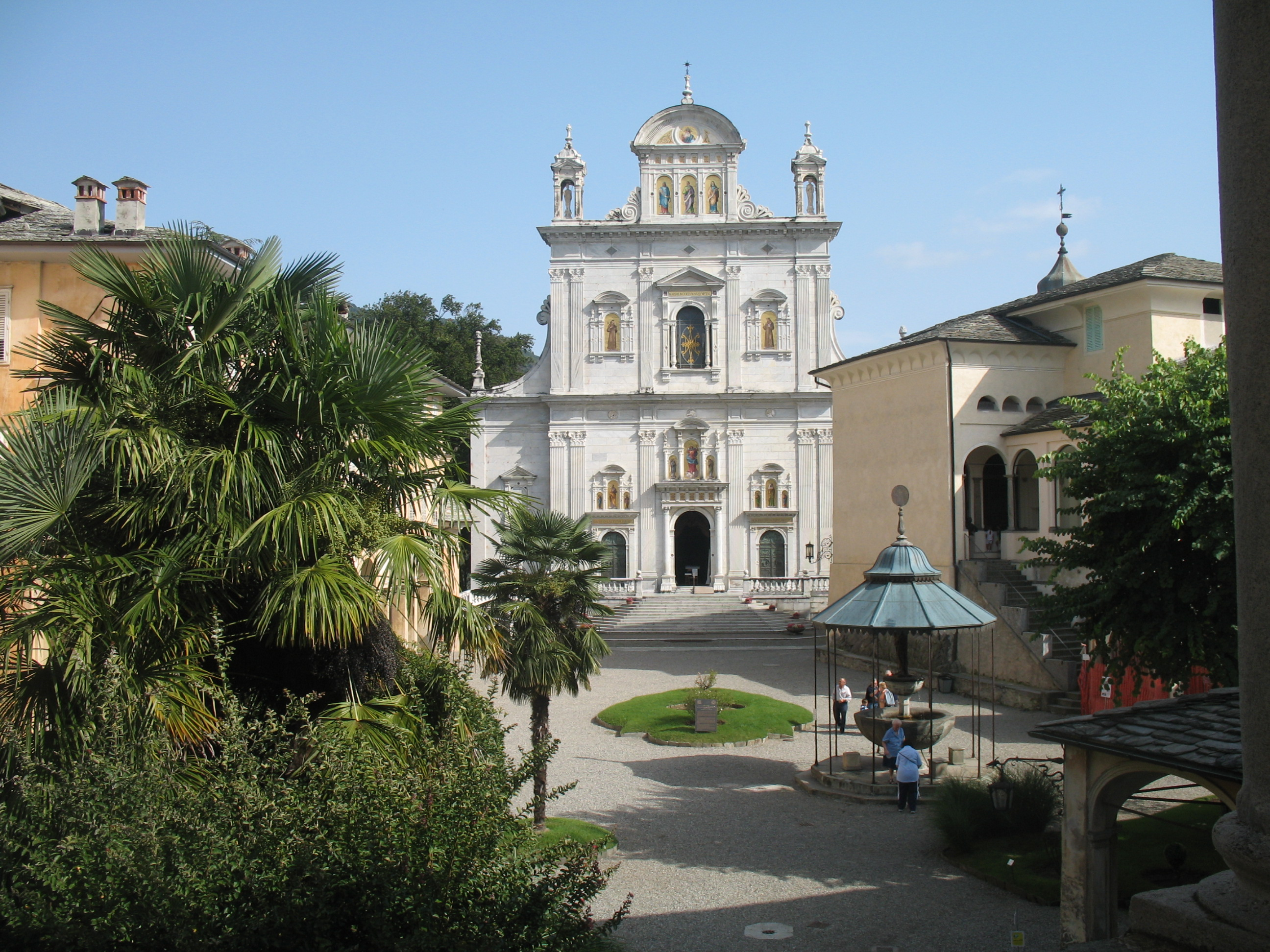
Sacro Monte di Varallo, la "piazza del Tempio"

I lavori iniziarono nell'ultimo decennio del XV secolo, per ricostruire il paesaggio della Terra santa su un dirupo roccioso che sovrasta la cittadina di Varallo. Furono erette molte cappelle con statue pressappoco a grandezza d'uomo, e furono eseguiti affreschi che raffiguravano i diversi luoghi biblici.
Il tema prescelto fu modificato alla fine del XVI secolo, sotto l'influenza della Controriforma, adottando quello della Vita e della Passione di Cristo.
Molti artisti e scultori di grande rilevanza contribuirono ai lavori. Attualmente, il tracciato comprende le prime ricostruzioni di Nazaret e di Betlemme in un paesaggio boschivo, un'area corrispondente ad un giardino elegantemente progettato e 45 cappelle che si affacciano sul cammino principale. La cima della collina è dedicata ad una rievocazione della città di Gerusalemme.

### Sacro Monte di Crea

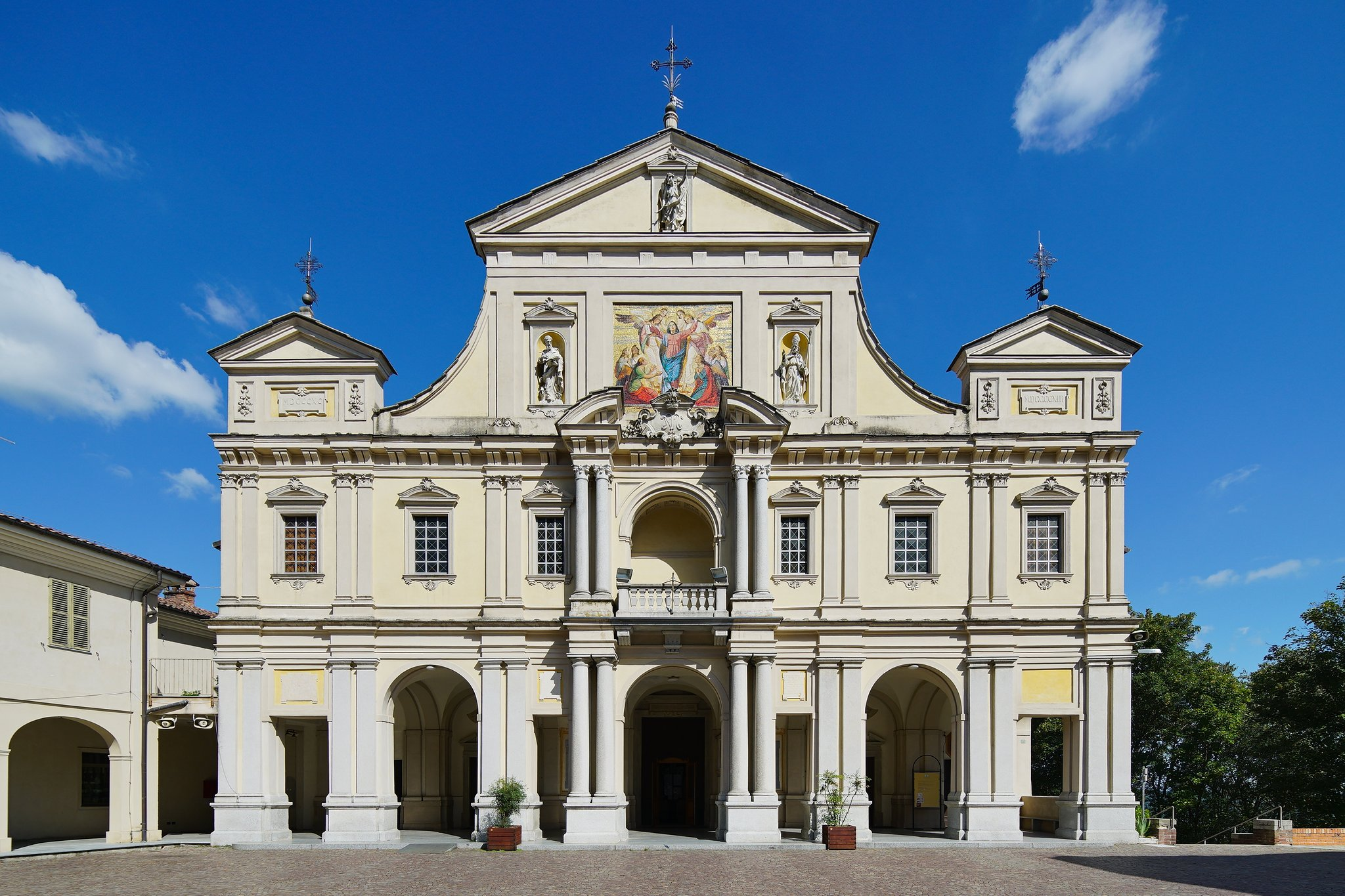
Sacro Monte di Crea, il santuario

Le origini del Sacro Monte di Crea risalgono al 1589, anno in cui vide la luce un progetto di costruzione di 25 cappelle che dovevano illustrare i Misteri del Rosario su uno dei colli più alti della regione del Monferrato. Ma il progetto cambiò nel corso del tempo, e il complesso comprende oggi 23 cappelle e cinque romitori. Fanno parte del complesso anche gli edifici del santuario della Assunzione della Vergine, costruito originariamente in stile romanico, che ha subito poi modifiche nel corso del XV, XVII, XIX e XX secolo. Le cappelle conservano statue in terracotta policroma e dipinti che risalgono al primo periodo. I gruppi statuari furono completati con altre statue (in gesso) durante la campagna di restauri condotta nel XIX secolo. I boschi sui quali sono situate le cappelle contengono numerose specie floreali rare.

### Sacro Monte di Orta

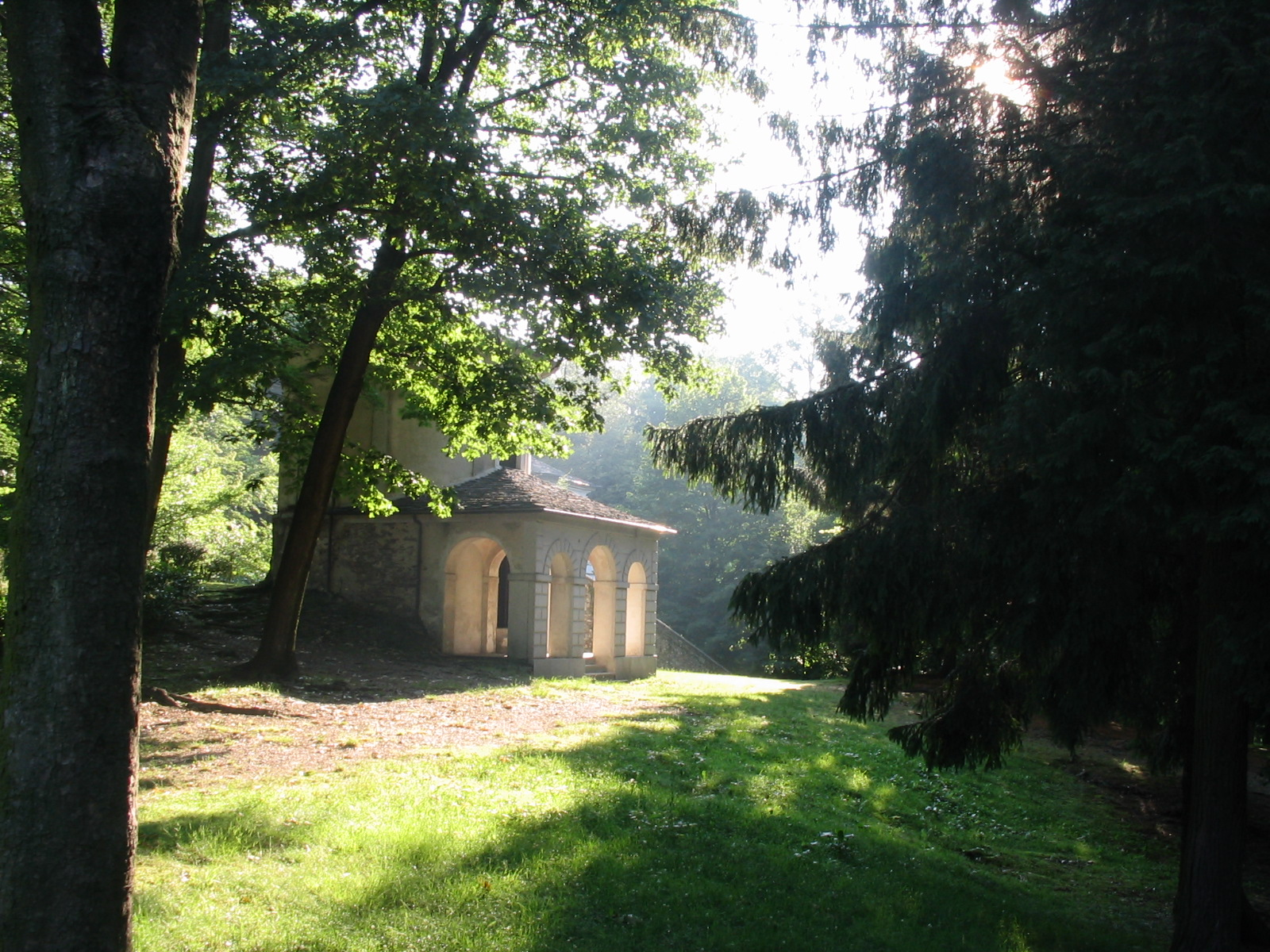
Sacro Monte di Orta, scorcio delle Cappelle

Questo complesso, il solo dedicato a San Francesco d'Assisi, fu costruito in tre fasi. La prima, che ebbe inizio nel 1590 per volere della comunità locale e che continuò fin verso il 1630; essa è contraddistinta, come stile, dal manierismo. Nella seconda fase, che durò fino alla fine del XVII secolo, lo stile predominante fu il barocco, stile che si sviluppò poi, durante il terzo periodo, sino alla fine del XVIII secolo, in forme più libere fondendosi con altre influenze. Il complesso consiste di 21 cappelle, l'antico Ospizio di San Francesco, una porta monumentale ed una fontana. Questo sacro monte è l'unico a non aver subito cambiamenti nel suo assetto topologico dopo il XVI secolo. Il giardino, con una magnifica vista sul lago di Orta, ha una qualità eccezionale.

### Sacro Monte di Varese

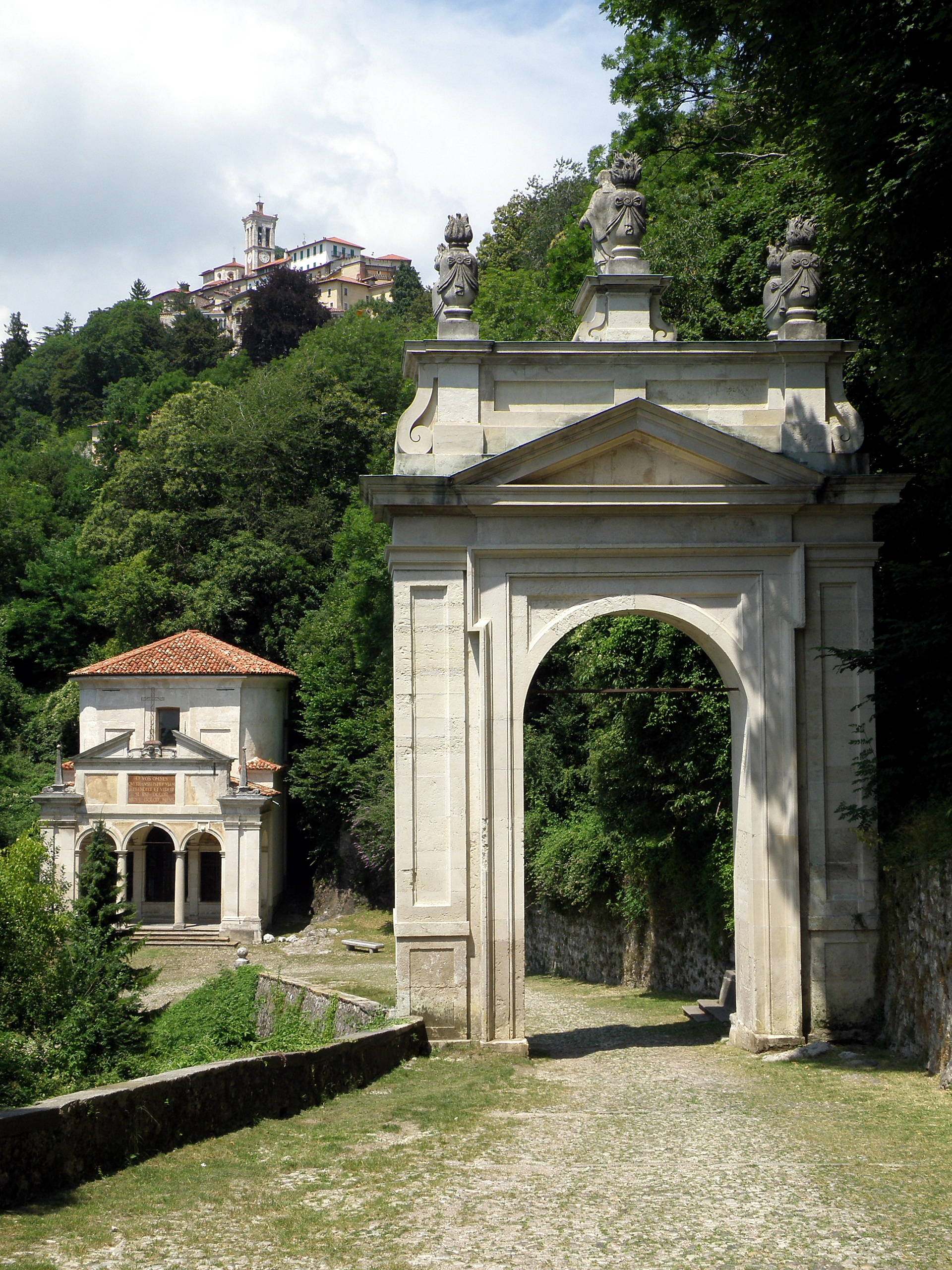
Sacro Monte di Varese

Luogo di pellegrinaggio sin dal Medioevo per il Santuario di Santa Maria del Monte e per il monastero delle Romite Ambrosiane fondato nel 1474, il Sacro Monte di Varese comprende quattordici cappelle più il santuario che funge da quindicesima cappella. I lavori iniziarono nel 1604, promossi dal cardinale Federico Borromeo, lungo i due chilometri di un percorso acciottolato che mostra i Misteri del Rosario. Grazie a munifiche donazioni, la costruzione fu assai più rapida di quella di altri sacri monti, e tredici delle cappelle furono terminate entro il 1623. Nel 1698 i lavori risultavano completati nella loro forma attuale. Come avviene nel Rosario, le cappelle sono divise a gruppi di cinque. Lo stile architettonico delle cappelle, degli archi trionfali e delle fontane è variegato, ispirato ai modi stilistici del barocco. Le statue e gli affreschi che ornano le cappelle documentano le principali correnti dell'arte sacra seicentesca in area milanese.

### Sacro Monte di Oropa

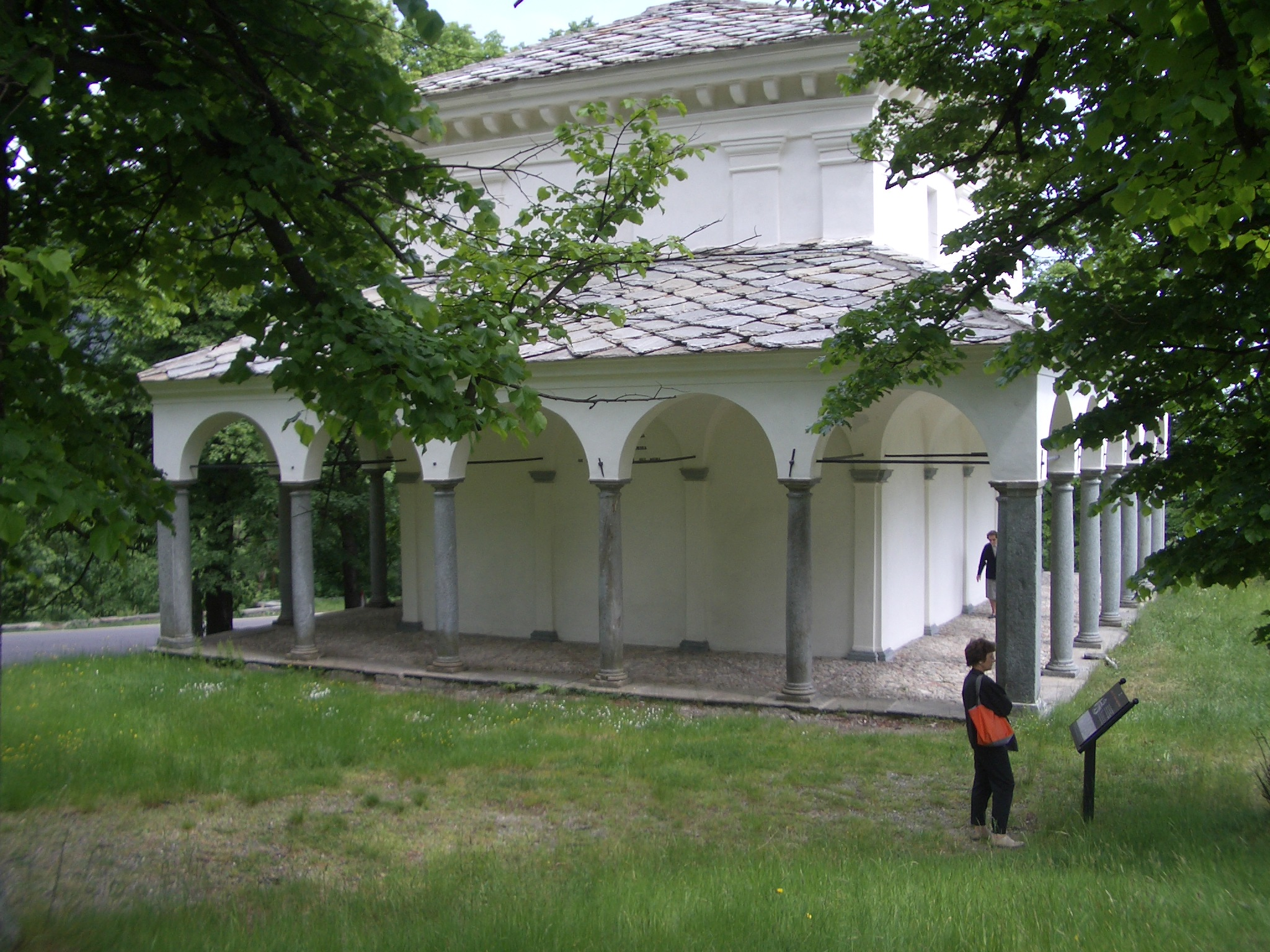
Sacro Monte di Oropa, Cappella dell’Immacolata Concezione

Uno dei più antichi santuari dedicati alla Madonna, che attira molti devoti pellegrini si trova ad Oropa. Sebbene i lavori di avvio della costruzione del Sacro Monte, come struttura annessa al santuario, fossero iniziati nel 1617, essi non erano ancora completati alla fine del XVII secolo. Il piano iniziale era di illustrare la vita della Vergine Maria attraverso venti cappelle, con altre cinque dedicate ad episodi del Nuovo Testamento. Il progetto beneficiò del supporto del duca di Savoia, essendo collocato nel territorio del ducato stesso. Il sito è il più elevato tra il gruppo dei sacri monti culminando a più di 2300 metri, su una collina coperta di betulle e contornata da picchi alpini. Vi sono oggi 27 cappelle, dodici delle quali dedicate alla vita delle Vergine Maria e le restanti a differenti temi religiosi. Il loro stile architettonico è quello barocco, tipico del periodo in cui furono costruite; lo stesso per le statue e per i dipinti che le abbelliscono.

### Sacro Monte di Ossuccio

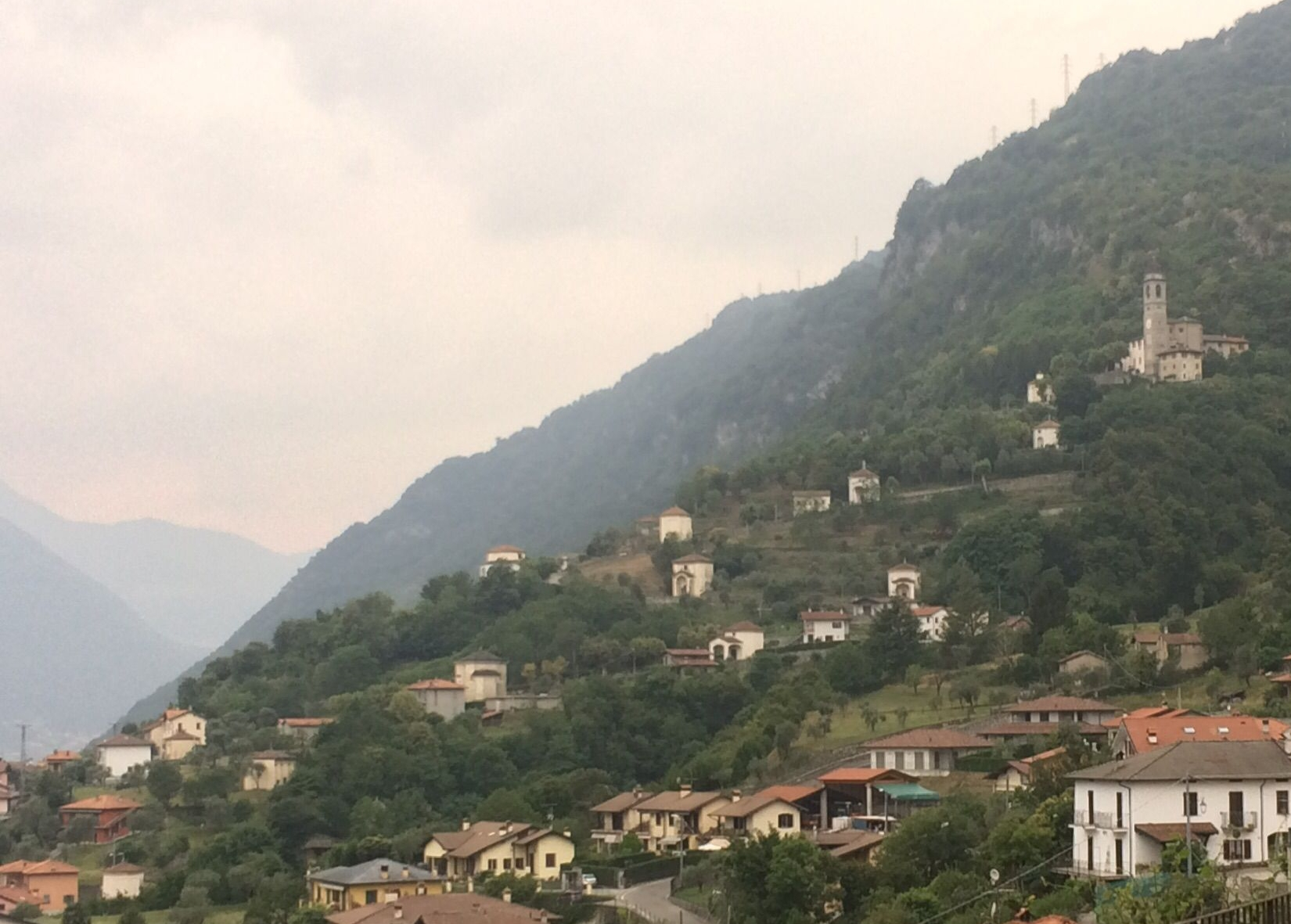
Ossuccio - sacro monte della Beata Vergine del Soccorso

Questo complesso si situa sulla riva occidentale del lago di Como, a 25 km dalla città omonima; giace su un dirupo a 400 metri sul livello del mare, di fronte all'isola Comacina. È completamente isolato da ogni altra costruzione, circondato da campi, da piantagioni di ulivi e da boschi. Le quattordici cappelle, tutte costruite tra il 1635 e il 1710, sono in stile barocco: esse conducono al santuario edificato nel 1532, posto sulla sommità a completamento simbolico della corona del Rosario

### Sacro Monte di Ghiffa

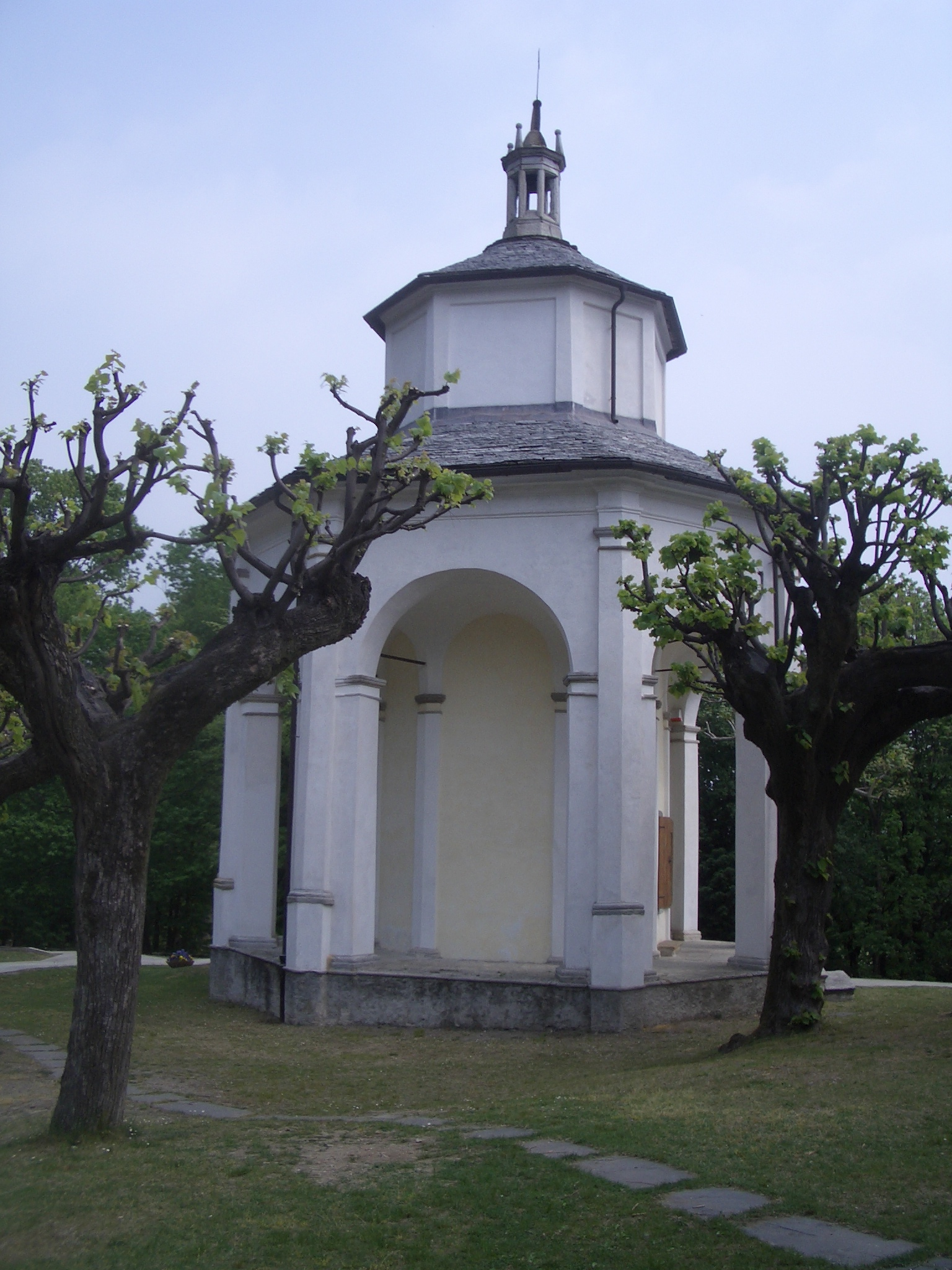
La cappella di San Giovanni Battista

Tra la fine del XVI e la metà del XVII secolo, fu concepito il piano di edificazione di un Sacro Monte attorno al santuario della Santa Trinità, su una collina fitta di boschi. In questa prima fase, tuttavia, solo tre cappelle furono costruite. Questo portò comunque ad un sostanziale incremento dei pellegrini in visita al santuario e, di conseguenza, ad un ampio sforzo di espansione dei lavori che si compì tra il 1646 e il 1649. Nel suo stato attuale il sacro monte comprende tre cappelle dedicate a differenti soggetti biblici, e tre altre cappelle più piccole che hanno funzione di oratori.

### Il Sacro Monte Calvario, Domodossola

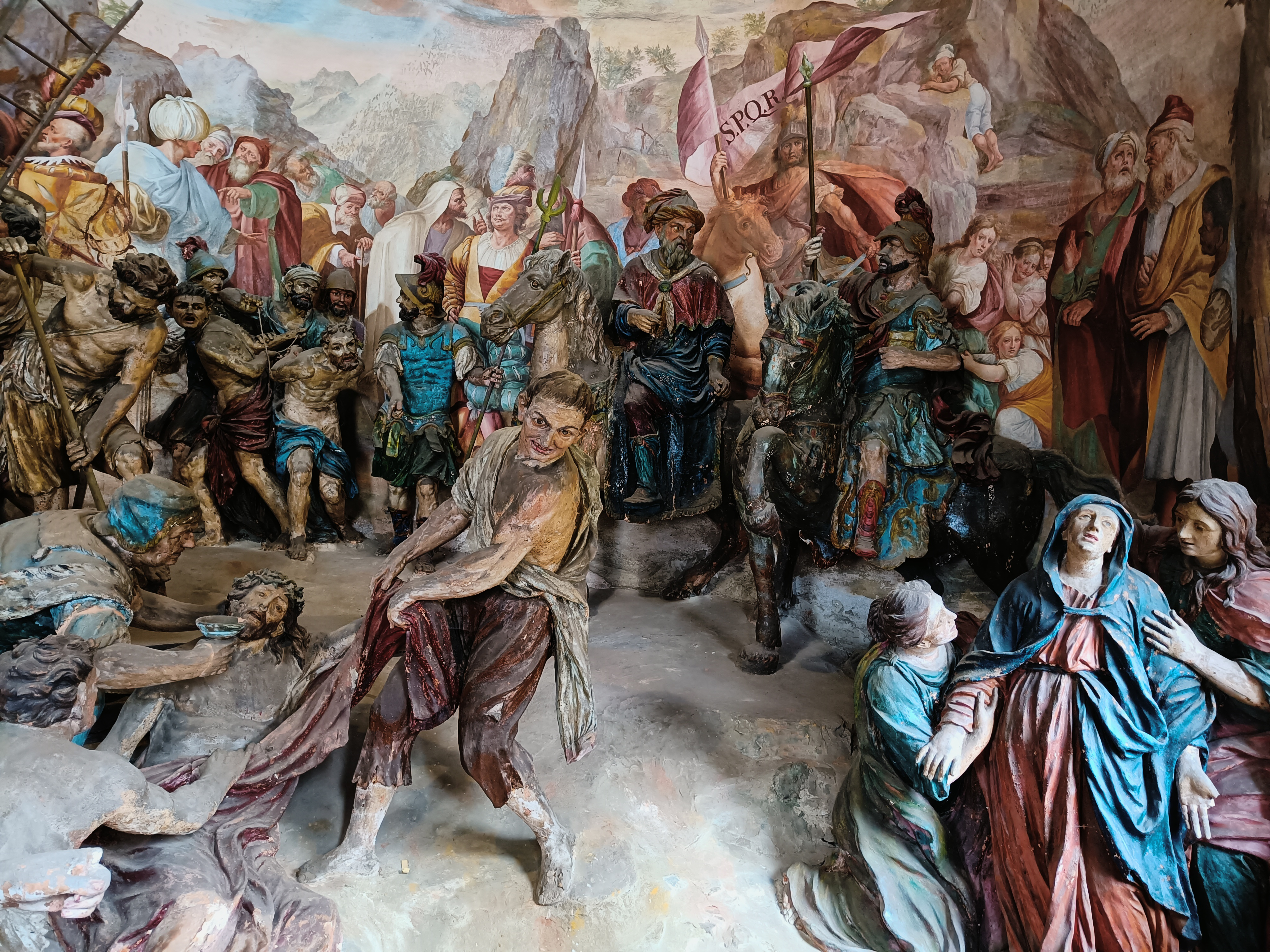
Giuseppe Rusnati, Cristo è spogliato dalle vesti, 1710, Domodossola, Sacro Monte Calvario

Nel 1656, due frati cappuccini scelsero il colle Mattarella, che sovrasta Domodossola, per farlo diventare un luogo che ospitasse il Sacro Monte e Calvario. Nacque così una serie di dodici cappelle con un apparato decorativo di statue ed affreschi, che rappresentano le Stazioni della Croce e tre cappelle che illustrano la Deposizione dalla Croce, il santo Sepolcro e la Resurrezione. In cima al colle è posto il santuario ottagonale della Santa Croce, la cui costruzione iniziò nel 1657.

### Sacro Monte di Belmonte

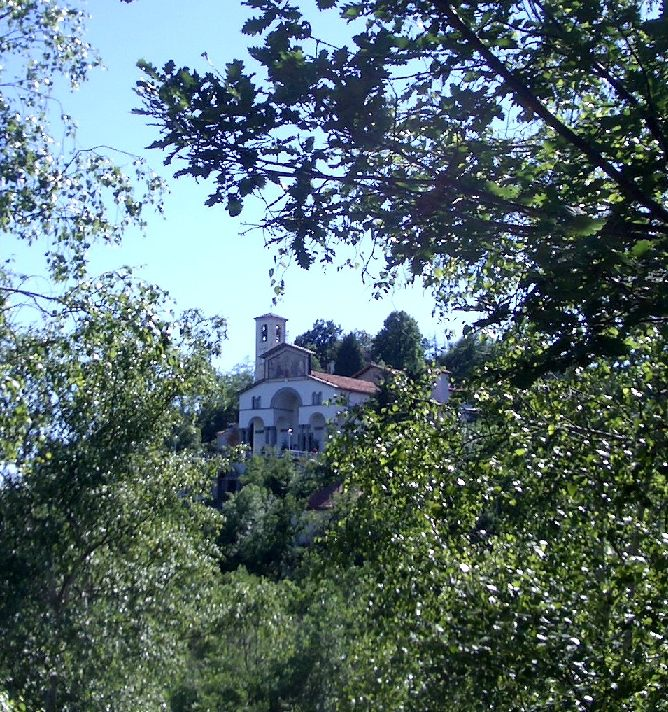
Sacro Monte di Belmonte, panorama con veduta del Santuario

La collina di granito rosso di Belmonte si erge isolata dalle creste della catena prealpina in Piemonte. Il progetto per questo Sacro Monte fu concepito dal monaco Michelangelo da Montiglio all'inizio del XVIII secolo. Avendo trascorso parecchi anni in Terra Santa, egli desiderava ricreare i luoghi biblici nel nord d'Italia, e disegnò pertanto un circuito di cappelle che simboleggiassero i principali eventi della Passione, culminando nel piccolo santuario che esisteva in quel luogo e che da tempo era meta di pellegrinaggi. Le cappelle, in numero di tredici, hanno una struttura pressoché identica: esse furono finanziate in larga misura dalla comunità locale. In origine esse erano decorate con dipinti di soggetto sacro ed opere di artigianato locale; fu solo un secolo più tardi che esse furono abbellite con statue in ceramica di Castellamonte. Il sentiero di accesso fu allargato alla fine del XIX secolo, per renderlo adeguato ad accogliere il numero crescente di pellegrini.